# Didsbury
Didsbury es un suburbio en Mánchester, Inglaterra, Reino Unido, con una población de 14.292 habitantes. La RSPB fue fundado aquí en 1889. Es considerado como uno de los lugares más prósperos de Mánchester.
En D. nacieron varios miembros de la banda post-punk The Durutti Column, los guitarristas Vini Reilly y Dave Rowbotham, y los bateristas Bruce Mitchell y Chris Joyce, quien también formó parte de Simply Red. 